# ستيفن باجيت
ستيفن باجيت (بالإنجليزية: Stephen Paget)‏ (1855-1926) طبيب وجرَّاح إنكليزي، هو ابن الجرَّاح الشهير السير جيمس باجيت، يعتبر أول من اقترح نظرية «البذرة والتربة» "seed and soil" التي تفسِّر بشكلٍ صحيح آلية انتقال الأورام الخبيثة من مكانها الأصلي إلى أعضاء أخرى في الجسم، خلافاً للاعتقاد السائد وقتها أنَّها تنتقل بشكل عشوائي غير قابل للتفسير.

## نظريته حول انتقال الأورام الخبيثة
أوضح ستيفن باجيت في مقالته الشهيرة «توزُّع النمو الثانوي لأورام الثدي الخبيثة» العلاقة بين النقيلة الورمية والأنسجة أو الأعضاء التي تستقبلها، ومن أبرز من عارض باجيت في تفسيره لهذه الظاهرة طبيب العيون والعالم النمساوي أرنست فوشس (1851-1930)، فقد فسَّر فوشس هذه الظاهرة بأنها استعداد نسيجي عند عضو معين ليكون متلقياً للنقائل من الأورام الخبيثة ولم يعزوها كما فعل باجيت لنظرية التربة والبذرة.
عرض ستيفن باجيت 735 حالة من حالات سرطان الثدي التي حدثت فيها نقائل وانتهت بالوفاة بشكل تفصيلي مع تشريح كامل الجثة، وأكَّد اعتماداً على هذه المعطيات أنَّ توزُّع النقائل لا يمكن أن يكون بحسب الصدفة المحضة فقط، وطالب من الباحثين دراسة طبيعة البذرة «الخلية السرطانية» وخصائص التربة «العضو الذي تنتقل إليه» لأنَّ تلك هي الطريقة الوحيدة لفهم كيفية حدوث النقائل من الأورام الخبيثة.

## النقائل الورمية
يمكن تعريف النقائل الورمية Metastasis بأنَّها عملية هجرة أو انتقال للخلايا السرطانية من مكان الورم الخبيث الأصلي إلى عضوٍ آخر، ويحدث هذا الانتقال عن طريق الدم أو اللمف، ويُشار للسرطان الذي ينشأ في العضو الجديد بالسرطان الثانوي أو الورم الانتقالي، ويمكن علاج النقائل أو السيطرة عليها عادةً باستخدام نفس طريق علاج السرطان التقليدية وهي العلاج الكيميائي والعلاج الشعاعي والاستئصال الجراحي.
في البداية تتحوَّل خلية سليمة طبيعية إلى خلية شاذة خبيثة نتيجة تعرُّضها للمُسرطنات، وتبدأ بالانقسام والتكاثر العشوائي غير المضبوط مُعطيةً الورم الخبيث الأولي، تنتشر خلايا الورم الخبيث عبر الدم أو اللمف لمواقع ثانية في الجسم لتكوين أورام جديدة، ثمَّ تنفصل بعض الخلايا الخبيثة عن الورم الأصلي وتكتسب القدرة على اختراق جدران الأوعية الدموية وبذلك تصبح قادرةً على الدوران والانتقال ضمن مجرى الدم إلى المواقع والأنسجة الأخرى من الجسم، إنَّ هذا الانتقال هو أحد ميِّزات وعلامات السرطان الذي يميِّزه عن الأورام السليمة، أغلب الأورام الخبيثة قادرة على الانتشار وإعطاء النقائل ولكن بدرجات متفاوتة فعلى سبيل المثال نادراً ما ينتقل سرطان الخلايا القاعدية من الجلد لمواضع أخرى.
عندما تنتقل الخلايا الخبيثة لمكان جديد يُطلق على الورم الجديد الورم الثانوي أو النقيلي، وتكون خلاياه مماثلة لتلك الموجودة في الورم الأصلي، على سبيل المثال إذا انتقل سرطان الثدي إلى الرئتين فإنَّ خلايا الورم الثانوي النقيلي ستكون خلايا ثدي وليست خلايا رئة ولذلك يُدعى هذا الورم سرطان ثدي منتشر وليس سرطان رئة، الانتقال عنصر أساسي من عناصر تقييم مرحلة الورم الخبيث بحسب نظام التصنيف الموحَّد TNM ويُعبَّر عنه بالحرف M، وفي حال كان الورم منتقلاً لعضو آخر في الجسم فإنَّه يكون عادةً من المرحلة الرابعة بحسب التصنيف السابق وهذا يعني أنَّ إمكانية العلاج محدودة جداً.

## كتابه عن لويس باستور
لستيفن باجيت العديد من الكتب والرسائل من أهمها كتابه الذي يتحدث فيه عن العالم الفرنسي الكبير لويس باستور وعن مرحلة ما بعد باستور، كتب باجيت هذا الكتاب في ذكرى وفاة لويس باستور وذلك أثناء توليه منصب الأمين العام لجمعية الدفاع عن العلوم Research Defence Society، واستعرض حياة لويس باستور من خلال مناقشة إنجازاته، يقول باجيت في المقدمة: «لقد تمَّ ترتيب نشر هذا الكتاب في 28 سبتمبر وهي ذكرى وفاة لويس باستور، وهو اليوم الذي يجب على كلِّ الأطباء والجراحين أن يتذكروه دائماً، ويحمل هذا التاريخ أهميةً خاصة في هذا العام لأنَّه يتزامن مع الوقت الذي يقاتل فيه بلدنا مع بلد باستور جنباً إلى جنب لإعادة السلام العالمي».

## عائلته
في عام 1844 تزوَّج السير جيمس باجيت من ليديا نورث وأنجبا عدداً من الأولاد كان ستيفن أصغرهم، تأثَّر ستيفن بعمل أبيه وسار على خطاه فأصبح جرَّاحاً وطبيباً ولاحقاً أستاذاً للجراحة في عددٍ من جامعات بريطانيا.
كان جيمس باجيت والد ستيفن أحد أعلام الطب في عصره ولم يحظَ جرَّاح آخر بنفس الشهرة والأهمية التي حظي بها ولا حتى جون هنتر نفسه، لمع نجمه في الجراحة واشتهر باكتشافه للعديد من الأمراض والحالات الطبية التي أصبحت تعرف باسمه لاحقاً أشهرها داء باجيت العظمي وداء باجيت في الثدي «أحد أنواع أورام الثدي الخبيثة»، ويعتبر كتابه محاضرات حول علم الأمراض الجراحية الذي نُشرَ عام 1853 علامةً فارقةً في تاريخ الطب، ويعدُّ مع رودولف فيرشو مؤسسي علم الأمراض الطبية الحديث، توفي جيمس باجيت عام 1899 وفي عام 1901 قام ابنه ستيفن بنشر وتحرير مجموعة من رسائله ومذكراته مع سيرة ذاتية مختصرة له.